# Murilo Affonso
Murilo Ferraz Affonso (Campo Mourão, Paranà, 19 de juny de 1991) és un ciclista brasiler professional des del 2011 i actualment a l'equip Soul Brasil Pro Cycling Team. En el seu palmarès destaca la Volta a Rio Grande do Sul del 2016.

## Palmarès
- 2012
  - Medalla d'or als Jocs Sud-americans en contrarellotge
- 2016
  - 1r al Volta a Rio Grande do Sul i vencedor d'una etapa